# 神野亀市
神野 亀市（じんの かめいち、1885年（明治18年）10月20日 - 没年不明）は、大日本帝国陸軍軍人。最終階級は陸軍少将。

## 経歴
愛媛県出身。陸軍士官学校第19期卒義。1924年（大正13年）8月、陸軍歩兵少佐に進級し、歩兵第19連隊附に着任、1925年（大正14年）7月には歩兵第9連隊附に転じ、平安中学校に配属された。1928年（昭和3年）6月に歩兵第19旅団副官に転じ、1929年（昭和4年）1月に歩兵第9連隊附に戻った。1930年（昭和5年）8月に陸軍歩兵中佐進級と同時に歩兵第9連隊附のまま京都府師範学校に配属され、1931年（昭和6年）9月時点で京都府実業補習学校教員養成所配属を兼ねた。
1934年（昭和9年）9月時点で第16師団司令部附となったが京都府師範学校兼京都府実業補習学校教員養成所配属は継続し、1935年（昭和10年）3月15日に陸軍歩兵大佐と同時に第16師団司令部附のまま、大谷大学に配属された。1937年（昭和12年）3月に津連隊区司令官に転じ、1938年（昭和13年）7月15日に陸軍少将同時に待命となり、7月27日に予備役に編入された。

## 栄典
勲章等
- 1940年（昭和15年）8月15日 - 紀元二千六百年祝典記念章[11]